# Infoshare
Infoshare – największa konferencja technologiczna w Europie Środkowo-Wschodniej. Organizowana od 2007 w Gdańsku przy współpracy z Miastem Gdańsk. Tematyką konferencji są głównie nowe technologie, ale także marketing.
Infoshare został zapoczątkowany w 2007 przez programistów z Wirtualnej Polski. Pierwsze edycje odbywały się na terenie Politechniki Gdańskiej, natomiast od 2013 konferencja została przeniesiona do budynków Amber Expo. W 2020 zorganizowana została w formie online. 
W ramach Infoshare organizowany jest także konkurs startupów. W 2020 można było wygrać 30 tysięcy euro. Twórcy infoshare prowadzą ponadto Bootcamp programistyczny infoShare Academy.